# John Bosco Panya Kritcharoen
John Bosco Panya Kritcharoen (ur. 18 grudnia 1949 w Bangtan-Banpong, zm. 6 stycznia 2025 w Bangkoku) – tajski duchowny rzymskokatolicki, w latach 2005–2023 biskup Ratchaburi.

## Życiorys
Święcenia kapłańskie przyjął 22 maja 1976 i został inkardynowany do diecezji Ratchaburi. Przez kilkanaście lat pracował jako duszpasterz parafialny. W 1991 został dyrektorem szkoły i politechniki w Ratchaburi, zaś w 1996 objął tę samą funkcję w diecezjalnym seminarium. W 2000 ponownie rozpoczął pracę jako dyrektor ratchaburyjskiej szkoły, zaś rok później został mianowany proboszczem parafii św. Anieli Merici.
18 marca 2005 papież Jan Paweł II mianował go biskupem diecezji Ratchaburi. Sakry biskupiej udzielił mu 28 maja 2005 kard. Michael Michai Kitbunchu.
13 czerwca 2023 papież Franciszek przyjął jego rezygnację z pełnionej funkcji.
Zmarł 6 stycznia 2025 w Bangkoku po walce z rakiem płuc i wątroby.